# Reale arciconfraternita di Maria Santissima del Rosario

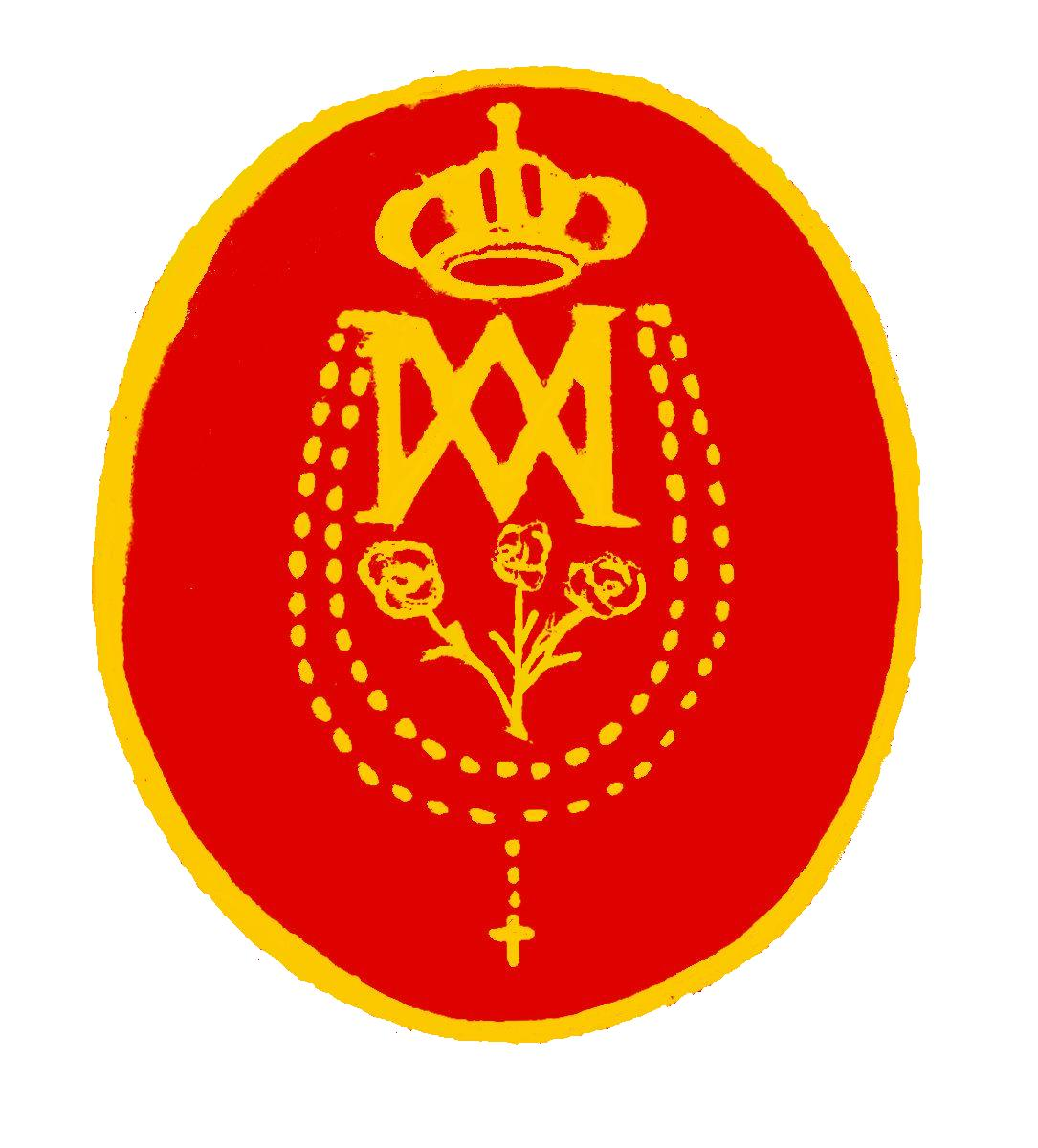
Stemma dell'arciconfraternita

La reale arciconfraternita di Maria Santissima del Rosario è una confraternita di Taranto, fondata negli anni successivi alla battaglia di Lepanto del 1571.

## Storia

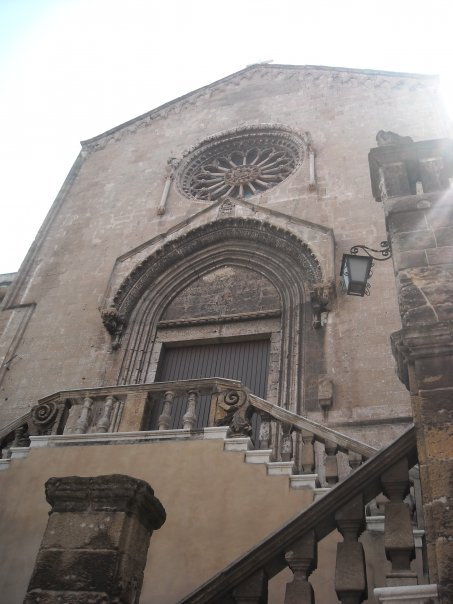
Chiesa di San Domenico Maggiore

L'arciconfraternita fu fondata negli anni successivi al 1571 e prima del 1578, quando la sua esistenza è attestata negli Atti della visita pastorale di monsignor Brancaccio del 1578., per volere dei padri domenicani, che affidarono all'istituzione l'omonima cappella nella chiesa di San Domenico Maggiore che fu rinnovata e abbellita nel 1751 a spese e per volontà dell'arciconfraternita.
Alla metà del XVIII secolo ne fu membro il frate francescano sant'Egidio Maria da Taranto, al secolo Francesco Antonio Pontillo.
Il 28 aprile del 1777 ebbe il regio assenso al suo statuto da Ferdinando IV.
Dopo le soppressioni degli ordini religiosi, l'arciconfraternita ottenne nel 1876 l'ufficiatura del santuario di Monteoliveto, dove ebbe sede fino al 1930, anno in cui ritorno nella sua antica sede in San Domenico.

## Attività
Il sodalizio promuoveva la pratica devozionale del Rosario e provvedeva ad opere di carità a favore dei bisognosi. Era prevista la nomina del padre spirituale dell'arciconfraternita, che doveva essere un religioso domenicano del convento.
Lo statuto del 1777 elenca le processioni alle quali i confratelli partecipavano: quella della Madonna del Rosario in ottobre, quella del Nome di Gesù, quelle di San Domenico e di San Cataldo, patrono di Taranto, e quella del Corpus Domini.

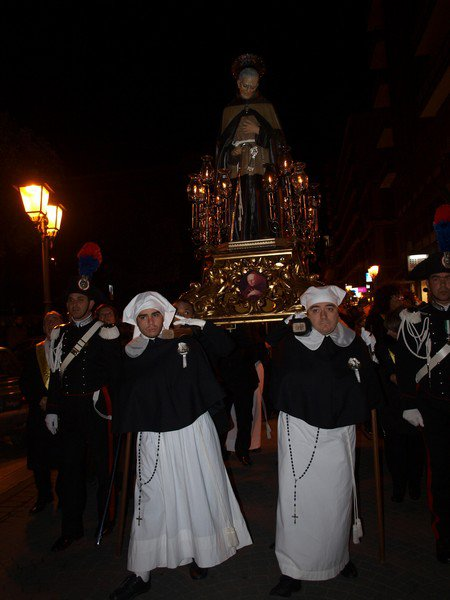
Processione di Sant'Egidio

A partire dall'anno della sua beatificazione da parte di papa Leone XIII, nel 1888, l'arciconfraternita ha promosso il culto a Sant'Egidio da Taranto: nella cappella in San Domenico veniva in passato posto un quadro del beato e in suo onore veniva celebrata una novena.
Attualmente l'arciconfraternita oltre che alle celebrazioni della Madonna del Rosario in ottobre partecipa ai festeggiamenti annuali in onore di Sant'Egidio da Taranto organizzati dai frati minori del convento di San Pasquale: nei nove giorni che precedono il 7 febbraio, festa del santo, viene celebrata una solenne novena alla quale l'arciconfraternita presta il servizio liturgico. Il 6 febbraio si tiene una solenne processione a cui partecipano anche le altre confraternite tarantine del simulacro del santo, sorretto dai confratelli. Infine il 7 febbraio, giorno della festa, si tiene una messa solenne, alla quale i confratelli partecipano in abito di rito.

## Abito di rito
L'abito di rito dei confratelli è così composto:
- mozzetta nera a somiglianza della mantella dei frati domenicani con appuntato sulla sinistra un medaglione con l'effigie della Madonna del Rosario,
- camice bianco con cappuccio bianco, che in passato veniva calato sul volto per i riti penitenziali della Settimana Santa,
- cingolo bianco e corona del Rosario alla cinta,
- scarpe nere e calze bianche.

## Galleria d'immagini

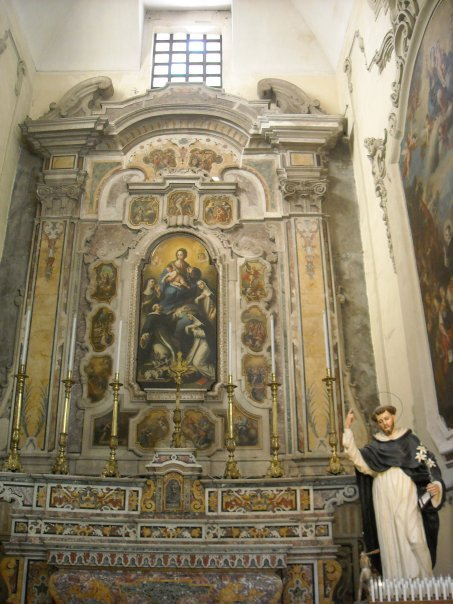
Altare dell'arciconfraternita nella cappella della Madonna del Rosario della chiesa di San Domenico Maggiore
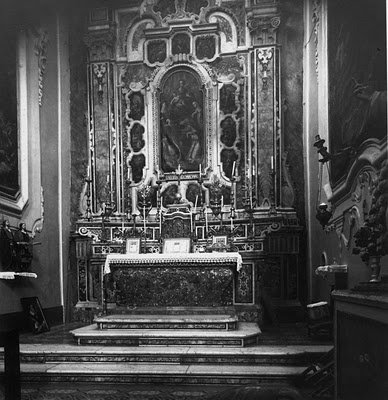
Foto d'epoca del altare dell'arciconfraternita alla fine dell'Ottocento
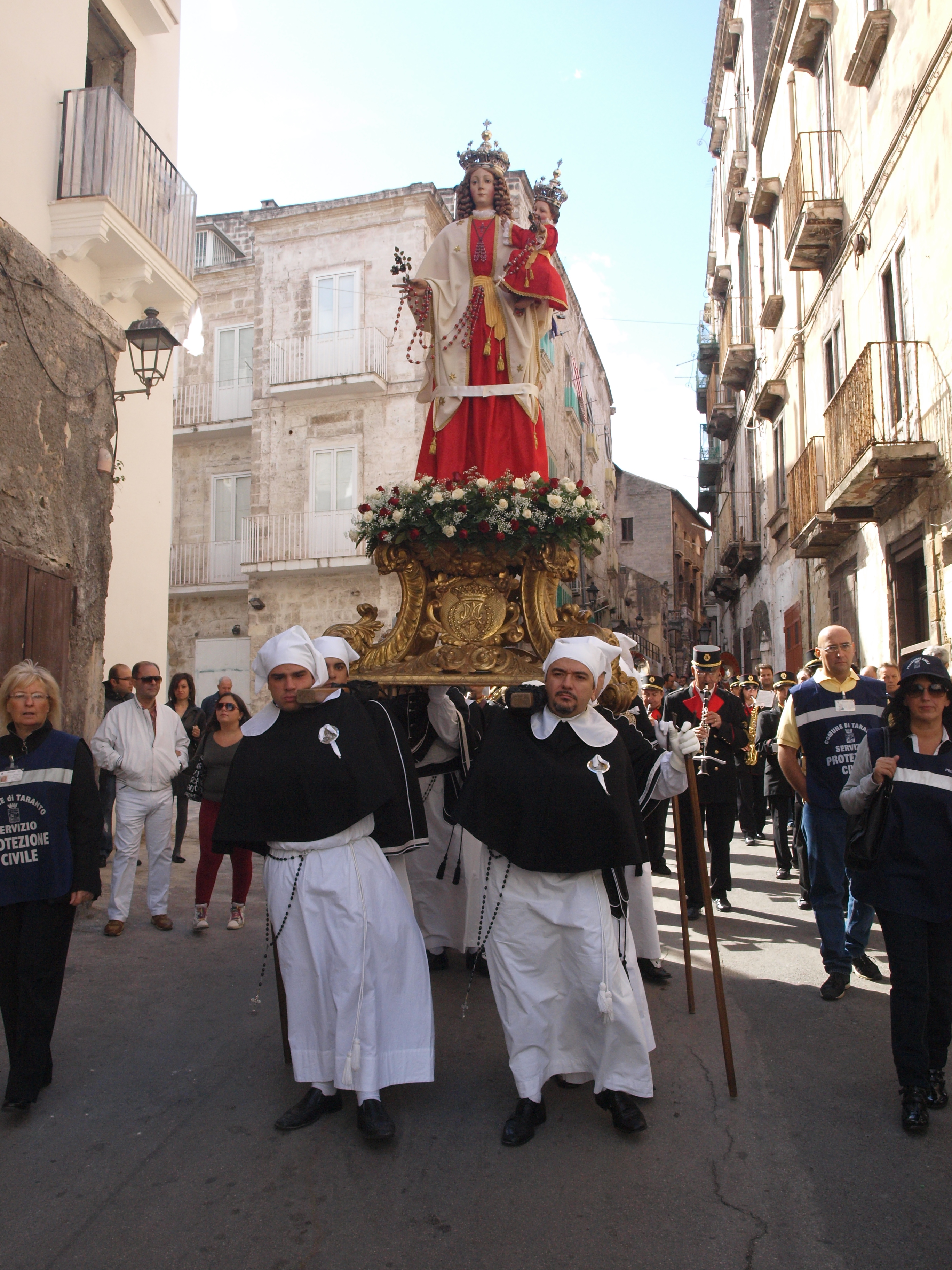
Statua lignea della Madonna del Rosario nella processione d'ottobre
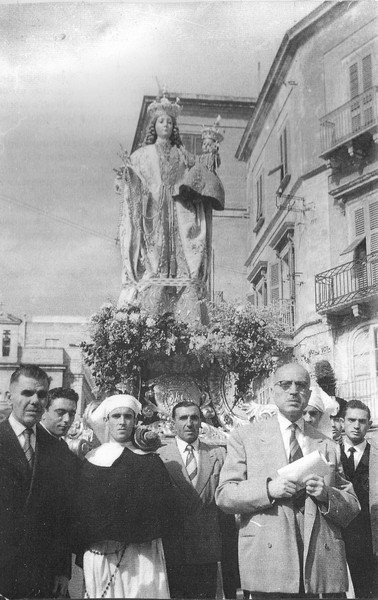
Processione della Madonna del Rosario (1954)
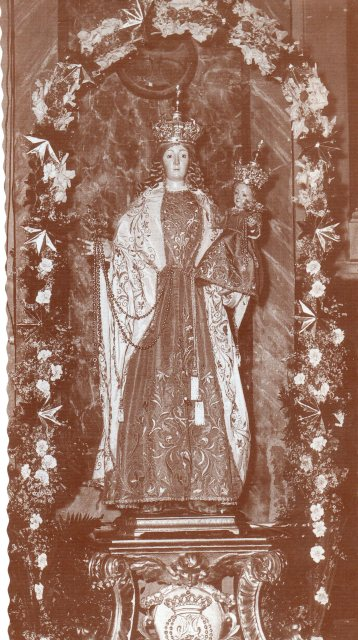
Foto d'epoca della statua della Madonna del Rosario